# An der Mauer 154

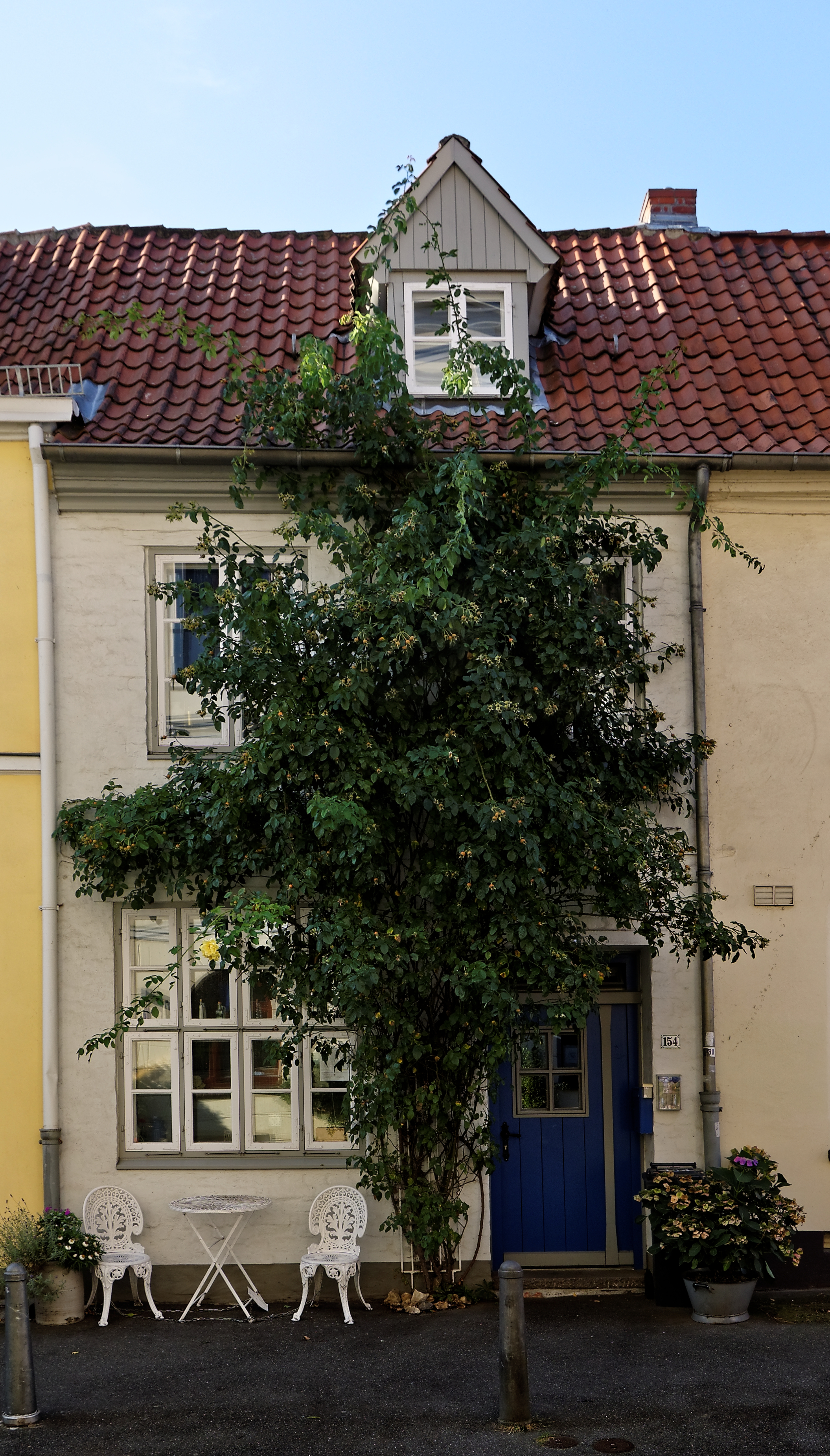
An der Mauer 154 im Jahr 2016

An der Mauer 154 ist  ein historisches  seit 1990 vollständig denkmalgeschütztes zweiachsiges zweigeschossiges traufenständiges Kleinwohnhaus von 1749 in Lübeck.
In beiden Geschossen ist die Raumstruktur vollständig erhalten einschließlich der authentisch historischen Ausstattung wie Türen, Fenster, Gothlandplatten und Dachstuhl.
Das Grundstück wurde erstmals 1315 als bebaut erwähnt. Es war Teil eines mittelalterlichen Ackerhofes unter einem Dach verbunden mit An der Mauer 150-152 und An der Mauer 156-160, wie sich anhand der fortlaufenden Zählung im Dachstuhl feststellen ließ.
Das Gebäude ist eingetragen in der Liste „Wertvolle Kulturdenkmale aus geschichtlicher Zeit“, nicht nur wie die Mehrzahl der Lübecker eingetragenen Kulturdenkmale bzgl. des Äußeren, sondern mit der gesamten inneren Struktur und zahlreichen originalen Details.